# Porcelana de Nymphenburg

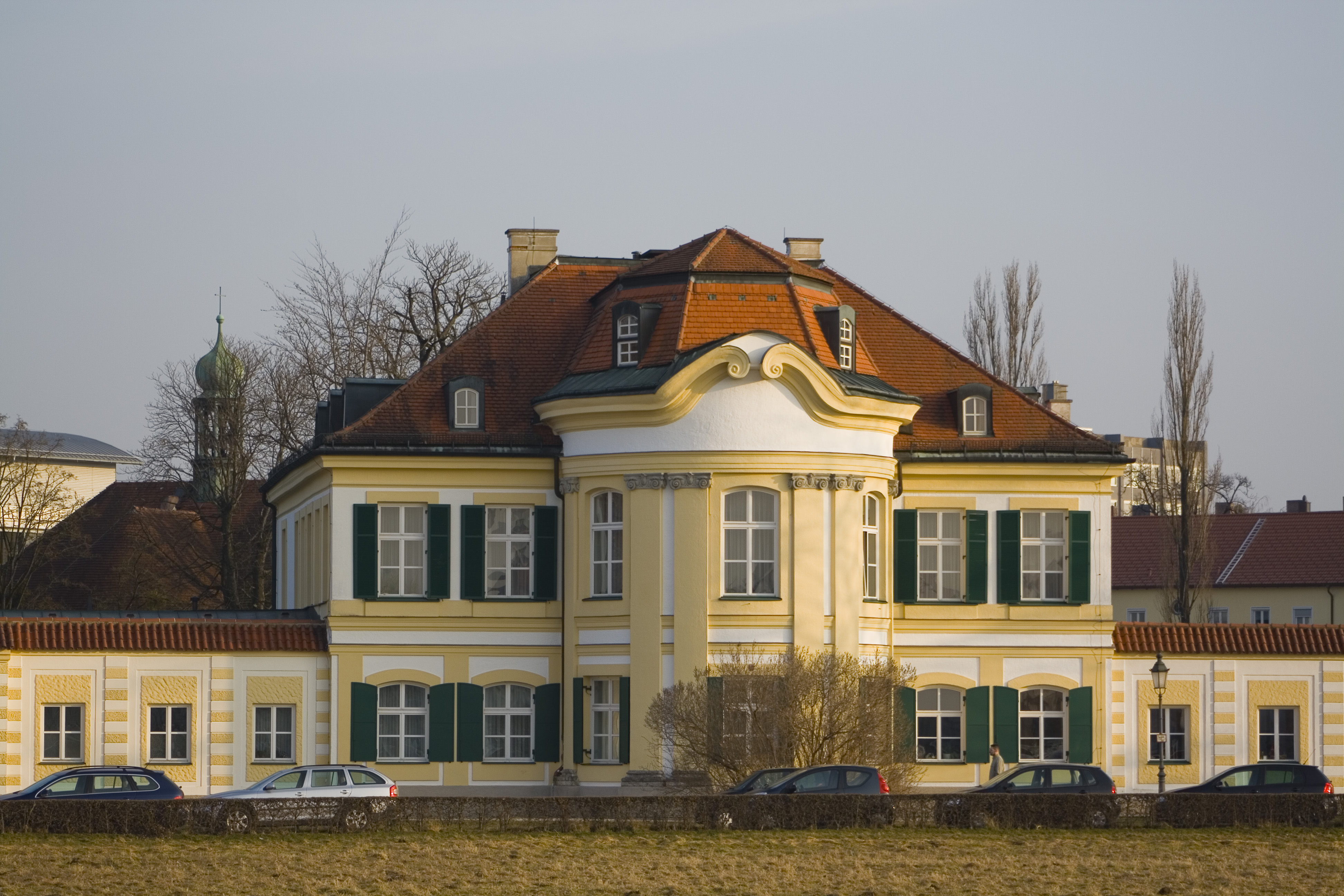
Vista exterior del edificio.

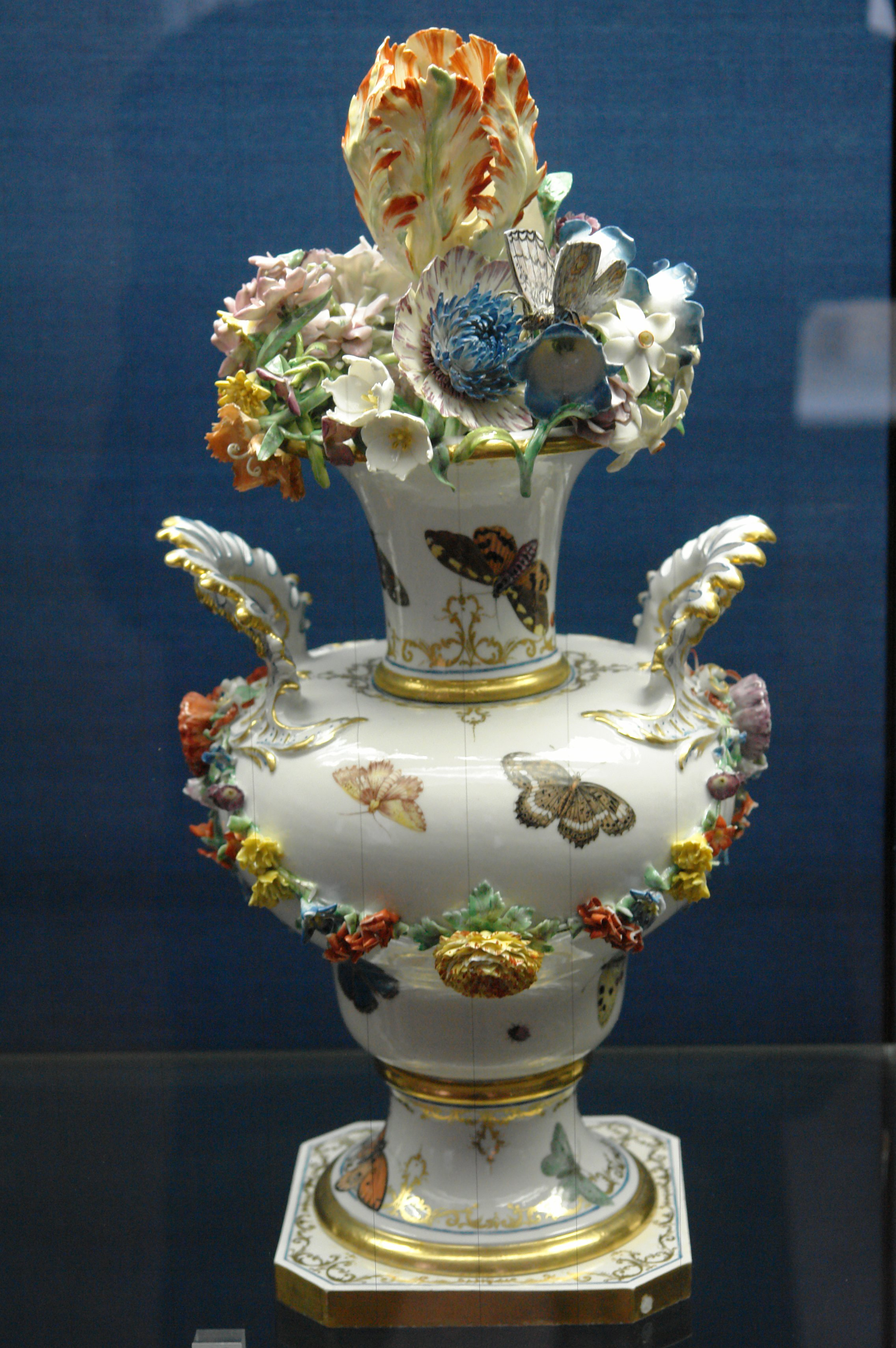
Pieza de mesa, c. 1760-1765.

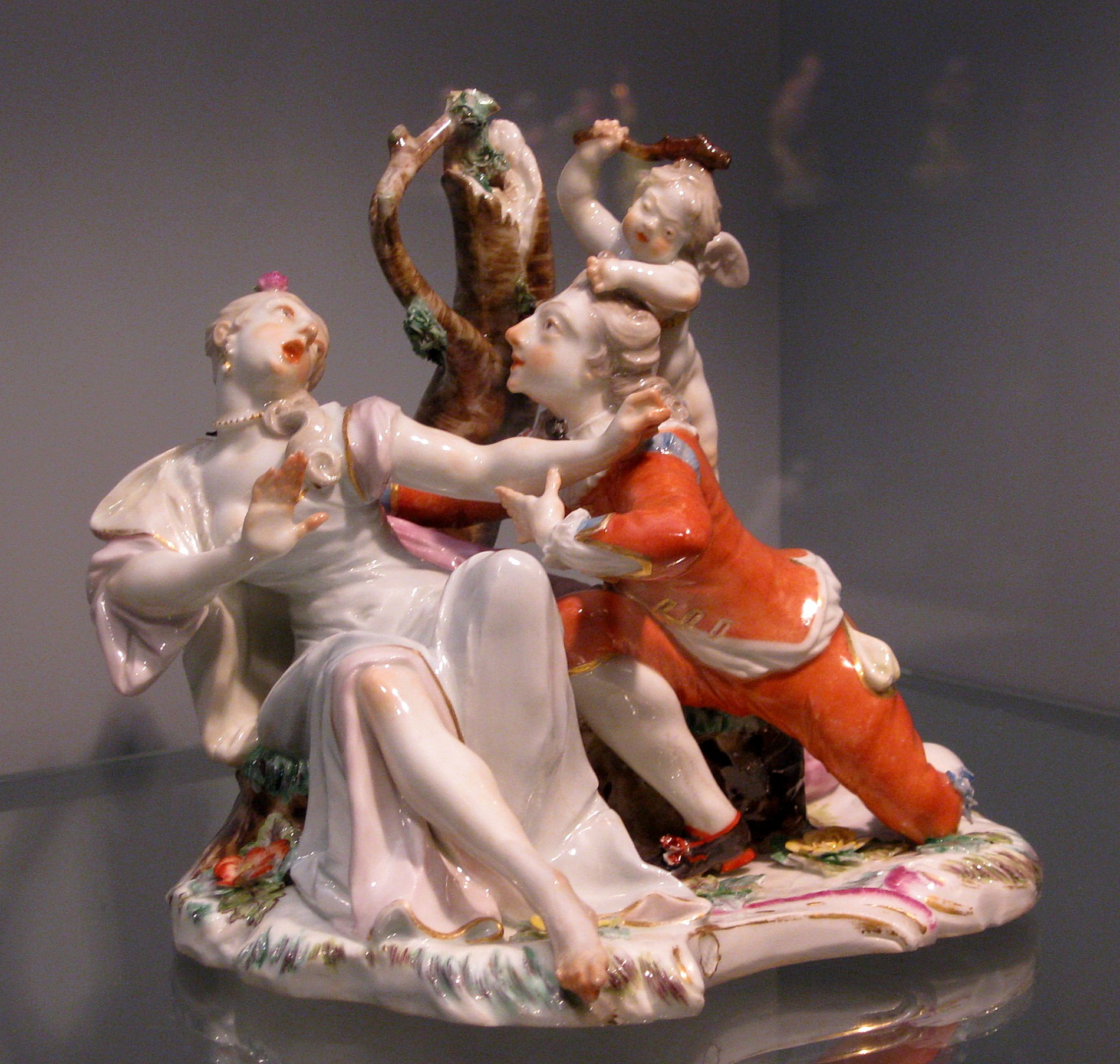
Amores ardientes, de Bustelli, 1760, 14.4 cm.

Porcelana de Nymphenburg es la porcelana producida por la Fábrica de porcelana de Nymphenburg (Porzellanmanufaktur Nymphenburg, en idioma alemán), una manufactura real del antiguo Electorado de Baviera emplazada en el Palacio de Nymphenburg de Múnich y que ha venido produciendo objetos de alta calidad artística desde mediados del siglo XVIII.
En el Palacio de Nymphenburg también se encuentra un museo de porcelana (la Colección Bäuml). La visita a la fábrica se realiza guiada y previa solicitud.

## Historia
Tras ser coronado Elector de Baviera en 1745, Maximiliano III ordenó el establecimiento de manufacturas como parte de una política mercantilista. Desde 1747 se intentó fabricar porcelana, objetivo para el que se destinó el antiguo castillo de Neudeck (actual zona de Au-Haidhausen en Múnich). Durante varios años fracasaron los experimentos para conseguirlo, con considerables pérdidas económicas; pero a partir de 1754 tuvieron éxito. Ese mismo año, el escultor de porcelanas de estilo rococó Franz Anton Bustelli entró a trabajar en la fábrica. En 1755 recibió el primer encargo de la corte bávara y en 1756 se consiguió fabricar porcelana coloreada. Desde 1758, la dirección del jurista y empresario conde Sigmund von Haimhausen se aseguró de la viabilidad comercial de la institución. El traslado a su localización actual, el Palacio de Nymphenburg, se realizó en 1761.
Entre los grandes artistas que sucedieron a Bustelli figuran Dominikus Auliczek el viejo (1734-1804) y Johann Peter Melchior. Luis I de Baviera fue un gran promotor de sus trabajos, al proporcionarles muchos encargos, especialmente servicios de mesa decorados con copias de pinturas famosas o con paisajes bávaros de estilo antiguo.
En 1822 Friedrich von Gärtner, arquitecto de moda, fue nombrado director artístico de la fábrica. A mediados del siglo XIX se deterioró tanto la situación financiera que en 1856 se había detenido toda producción artística, con lo que se decidió privatizarla. La nueva orientación se enfocó a la producción de objetos de porcelana sanitaria, médica y para otros fines tecnológicos. 
En 1887 Albert Bäuml (1855-1929) se hizo cargo de la fábrica con la intención de recuperar la producción de porcelana artística, "redescubriendo" la historia de la institución y sus creadores (especialmente a Bustelli). En la época del cambio de siglo, junto a copias de los modelos históricos, se realizaron nuevos productos en un elegante estilo Jugendstil (modernista). En los años 1920-1930 trabajó en la fábrica Hanns Goebl, que posteriormente se hizo famoso por sus esculturas de arte nazi.
Desde 1975, la fábrica está dirigida por el estado federado (lander) de Baviera a través del "Fondo de Compensación Wittelsbach" (Wittelsbacher Ausgleichsfonds).